# Casa Gomis-Iborra
La Casa Gomis-Iborra se encuentra en la ciudad española de Alicante, en la confluencia de la avenida de la Constitución con la avenida de Alfonso el Sabio, en el barrio del Centro.
Fue construida entre los años 1920 y 1922 según el proyecto del entonces arquitecto municipal Juan Vidal Ramos.

## Descripción
Está situada en la intersección de dos de las avenidas de mayor importancia del ensanche alicantino. La entrada al edificio es por la avenida de Alfonso el Sabio.
Inicialmente estaba integrado por una planta baja para fines comerciales y cinco plantas residenciales, cada una de ellas con cuatro viviendas, situadas en torno a un gran patio central y destinadas a la burguesía local. En el proyecto original constaba otra planta de remate abuhardillada de pizarra, pero finalmente no se construyó. 
En su fachada destacan los cuatro miradores volados y el chaflán, en el que originalmente constaba un remate con un hueco central con elementos casticistas y con
esferas macizas pétreas. Estos ornamentos y otros similares en
el antepecho y en la vertical de los miradores laterales han
desaparecido en la actualidad.
En 2012 se añadieron dos áticos y un sobreático, alterando la composición del bloque.